# Bessé-sur-Braye
Pour les articles homonymes, voir Bessé (homonymie) et Braye.
Bessé-sur-Braye (bese syʁ bʁɛ), est une commune française, située dans le département de la Sarthe en région Pays de la Loire. Elle est peuplée de 2 025 habitants.
La commune fait partie de la province historique du Maine, et se situe dans le Haut-Maine.

## Géographie
La localité est baignée par la Braye, important affluent du Loir, dans la région naturelle du Perche.
|                              | La Chapelle-Huon                               |                      |
| Vancé                        | Bessé-sur-Braye                                | Cellé (Loir-et-Cher) |
| La Chapelle-Gaugain, Lavenay | Sougé (Loir-et-Cher), Bonneveau (Loir-et-Cher) |                      |

### Climat
Pour des articles plus généraux, voir Climat des Pays de la Loire et Climat de la Sarthe.
En 2010, le climat de la commune est de type climat océanique dégradé des plaines du Centre et du Nord, selon une étude du CNRS s'appuyant sur une série de données couvrant la période 1971-2000. En 2020, Météo-France publie une typologie des climats de la France métropolitaine dans laquelle la commune est exposée à un climat océanique altéré et est dans la région climatique  Moyenne vallée de la Loire, caractérisée par une bonne insolation (1 850 h/an) et un été peu pluvieux. 
Pour la période 1971-2000, la température annuelle moyenne est de 11,3 °C, avec une amplitude thermique annuelle de 14,7 °C. Le cumul annuel moyen de précipitations est de 692 mm, avec 11,7 jours de précipitations en janvier et 7,2 jours en juillet. Pour la période 1991-2020, la température moyenne annuelle observée sur la station météorologique de Météo-France la plus proche, sur la commune de Choue à 23 km à vol d'oiseau, est de 11,9 °C et le cumul annuel moyen de précipitations est de 645,6 mm,. Pour l'avenir, les paramètres climatiques de la commune estimés pour 2050 selon différents scénarios d'émission de gaz à effet de serre sont consultables sur un site dédié publié par Météo-France en novembre 2022.

## Urbanisme

### Typologie
Au 1er janvier 2024, Bessé-sur-Braye est catégorisée bourg rural, selon la nouvelle grille communale de densité à sept niveaux définie par l'Insee en 2022.
Elle appartient à l'unité urbaine de Bessé-sur-Braye, une agglomération inter-régionale regroupant deux  communes, dont elle est ville-centre,,. La commune est en outre hors attraction des villes,.

### Occupation des sols
L'occupation des sols de la commune, telle qu'elle ressort de la base de données européenne d’occupation biophysique des sols Corine Land Cover (CLC), est marquée par l'importance des territoires agricoles (75 % en 2018), en diminution par rapport à 1990 (80,2 %). La répartition détaillée en 2018 est la suivante : 
terres arables (55,3 %), prairies (14,4 %), forêts (13,6 %), zones urbanisées (10,3 %), zones agricoles hétérogènes (5,3 %), zones industrielles ou commerciales et réseaux de communication (1,1 %). L'évolution de l’occupation des sols de la commune et de ses infrastructures peut être observée sur les différentes représentations cartographiques du territoire : la carte de Cassini (XVIIIe siècle), la carte d'état-major (1820-1866) et les cartes ou photos aériennes de l'IGN pour la période actuelle (1950 à aujourd'hui).

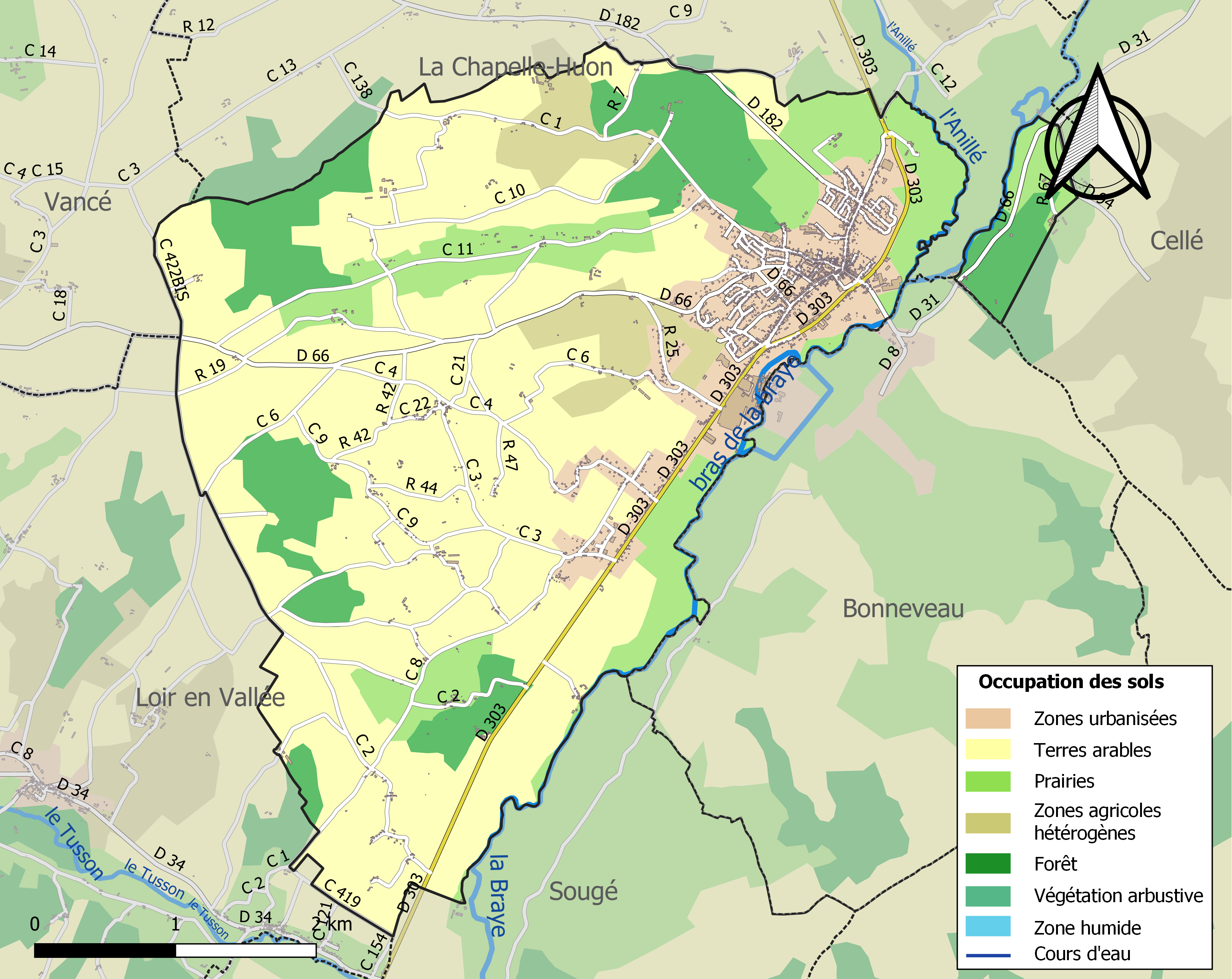
Carte des infrastructures et de l'occupation des sols de la commune en 2018 (CLC).

## Toponymie
La Braye est une rivière dont le cours se situe à l'ouest du Bassin parisien. Elle coule dans les départements de l'Orne, d'Eure-et-Loir, de Loir-et-Cher et de la Sarthe.
Le gentilé est Besséen.

## Histoire
Seigneurie de paroisses (familles de Bessé, puis de Vendosmoys), rattachée à la seigneurie de Courtanvaux (1586) par Gilles de Souvré, maréchal de France, marquis de Courtanvaux.
Centre industriel dès le XVIIIe (cotonnades en 1736 et moulin à papier en 1824).

## Politique et administration

### Administration municipale
Bessé-sur-Braye intègre la communauté de communes du Pays calaisien le 1er janvier 2012. Elle est membre depuis 2017 de la communauté de communes des Vallées de la Braye et de l'Anille.

## Démographie
L'évolution du nombre d'habitants est connue à travers les recensements de la population effectués dans la commune depuis 1793. Pour les communes de moins de 10 000 habitants, une enquête de recensement portant sur toute la population est réalisée tous les cinq ans, les populations de référence des années intermédiaires étant quant à elles estimées par interpolation ou extrapolation. Pour la commune, le premier recensement exhaustif entrant dans le cadre du nouveau dispositif a été réalisé en 2005.
En 2022, la commune comptait 2 025 habitants, en évolution de −8,87 % par rapport à 2016 (Sarthe : −0,25 %, France hors Mayotte : +2,11 %).
| 1793  | 1800  | 1806  | 1821  | 1831  | 1836  | 1841  | 1846  | 1851  |
| ----- | ----- | ----- | ----- | ----- | ----- | ----- | ----- | ----- |
| 1 752 | 1 759 | 1 865 | 2 248 | 2 472 | 2 548 | 2 456 | 2 352 | 2 336 |

| 1856  | 1861  | 1866  | 1872  | 1876  | 1881  | 1886  | 1891  | 1896  |
| ----- | ----- | ----- | ----- | ----- | ----- | ----- | ----- | ----- |
| 2 310 | 2 284 | 2 356 | 2 288 | 2 282 | 2 316 | 2 482 | 2 579 | 2 546 |

| 1901  | 1906  | 1911  | 1921  | 1926  | 1931  | 1936  | 1946  | 1954  |
| ----- | ----- | ----- | ----- | ----- | ----- | ----- | ----- | ----- |
| 2 709 | 2 746 | 2 676 | 2 697 | 2 533 | 2 573 | 2 638 | 2 471 | 2 404 |

| 1962  | 1968  | 1975  | 1982  | 1990  | 1999  | 2005  | 2006  | 2010  |
| ----- | ----- | ----- | ----- | ----- | ----- | ----- | ----- | ----- |
| 2 663 | 2 667 | 3 000 | 2 919 | 2 815 | 2 597 | 2 450 | 2 430 | 2 322 |

| 2015  | 2020  | 2022  | - | - | - | - | - | - |
| ----- | ----- | ----- | - | - | - | - | - | - |
| 2 233 | 2 069 | 2 025 | - | - | - | - | - | - |

## Économie
- Ancienne société de filature et tissage de Bessé-sur-Braye, créée en 1840 : tissage mécanique de coton, teinture et apprêts ;
- La papeterie de Bessé-sur-Braye date de 1824. Appartenant au groupe ArjoWiggins et employant 568 personnes pour maintenir leur production de 320 000 t/an, elle ferme cependant ses portes en 2019. Un projet d’implantation d’une unité de production de gants en nitrile par le groupe Kolmi-Hopen est cependant présenté en 2021 par Agnès Pannier-Runacher, ministre déléguée chargée de l’industrie[22]. L'obtention d'une commande sur quatre ans pour les hôpitaux décide le groupe angevin Kolmi-Hopen à répondre à un appel d'offres pour concrétiser ce projet et investir dans une usine, la future usine ManiKHeir. C'est la première usine en France de gants en nitrile à usage unique, qui étaient auparavant importés d'Asie. Ces gants en nitrile sont moins allergènes que ceux en latex[23],[24].

## Culture locale et patrimoine

### Lieux et monuments

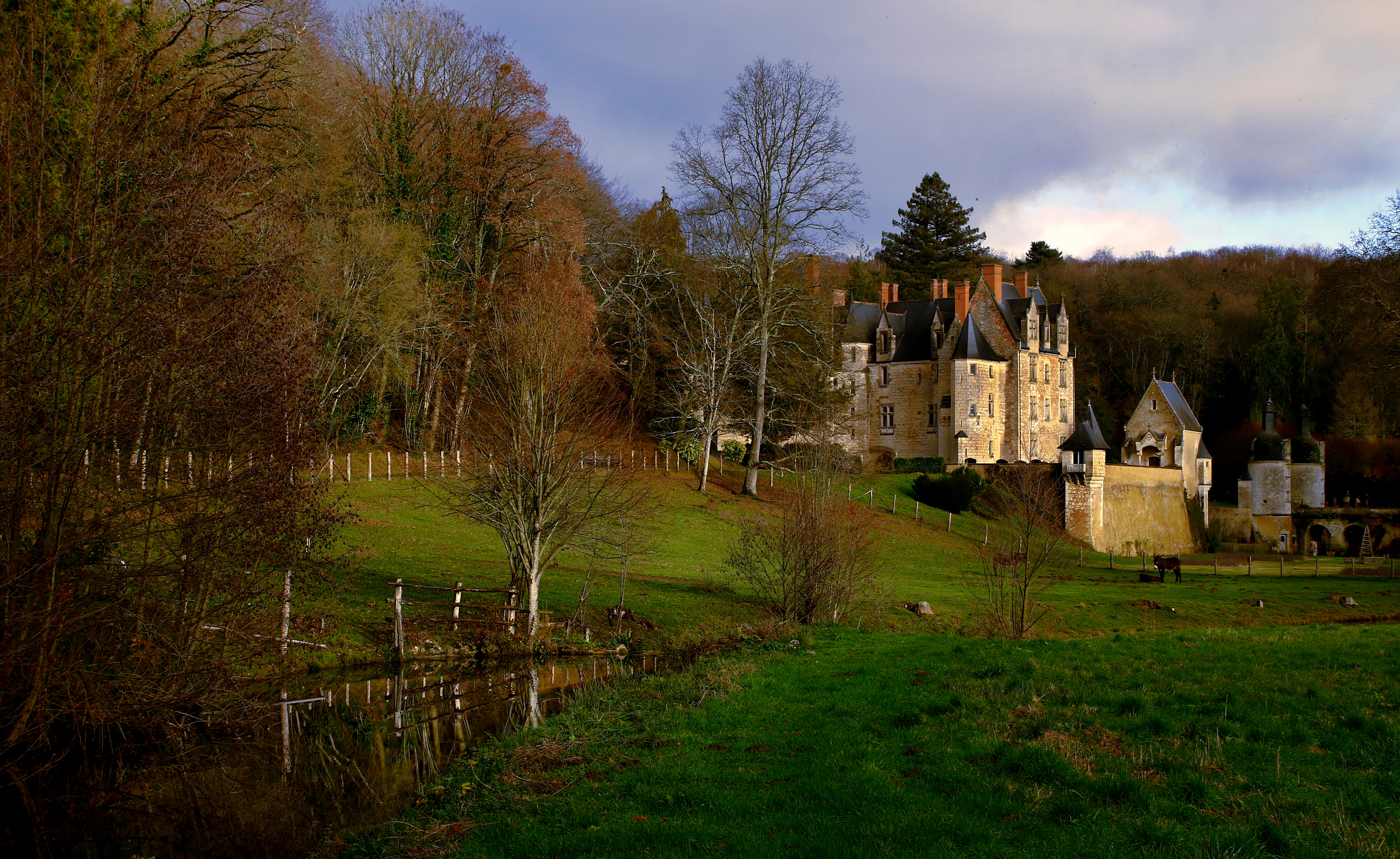
Le château de Courtanvaux.

- Château de Courtanvaux (1455). Ensemble Renaissance avec des constructions des XVe, XVIe et XVIIe siècles, partiellement classé et inscrit au titre des monuments historiques[25].
- Château de la Massuère, des XVIIe et XIXe siècles.
- Manoir de la Gavolerie, ancien couvent.
- Château de Courchet.
- Ferme de Romigny, bâtiments du XVe siècle.
- Église Notre-Dame-de-l'Assomption de la fin du XIXe siècle, de style néo-gothique. La partie « clocher-campanile » qui date des XIVe – XVIIe siècles témoigne de l'ancienne église. Cet édifice abrite : Christ de jubé en bois du XVIe siècle ; sainte Anne, la Vierge et l'Enfant : groupe de pierre du XVIe siècle.
- Chapelle Notre-Dame-de-Lorette du XVe siècle au château de Courtanvaux avec son portail néogothique.

### Personnalités liées à la commune
- Louis-Joseph Froger-Plisson (1752 à Bessé-sur-Braye - 1821), homme politique et industriel.
- Bernard Marescot-Pérignat (1767-1835), homme politique né à Bessé-sur-Braye, député du Loir-et-Cher au Corps législatif.
- Henri Doré (1859 à Bessé-sur-Braye - 1931), prêtre jésuite, missionnaire en Chine et sinologue.
- Louis Rolland (1877 à Bessé-sur-Braye - 1956), juriste et homme politique.
- Pierre Matossy (1891 à Bessé-sur-Braye - 1969), artiste peintre, Prix de Rome 1920 en gravure.
- Raymond Bailleul, ingénieur IDN, directeur de la Société de filature et tissage de Bessé-sur-Braye, président de la Chambre de commerce et d'industrie du Mans et de la Sarthe de 1946 à 1951[26], pionnier, avec l'ingénieur-conseil Paul Béard, de l'organisation scientifique du travail en équipes autonomes à la filature de Bessé-sur-Braye[27] dès avant 1939[28].

### Héraldique
| Blason de Bessé-sur-Braye | Blason  | D'azur aux onze billettes d'argent ordonnées 4, 3 et 4. |
| Blason de Bessé-sur-Braye | Détails |                                                         |